# Alphabet (holding)
Alphabet Inc. – holding powołany przez Google, właściciel przedsiębiorstw, których poprzednim właścicielem lub podmiotem nadrzędnym było przedsiębiorstwo Google (w tym samego Google). Konglomerat ma swoją siedzibę w Kalifornii, zaś na jego czele z początku stanęli założyciele Google: Larry Page (jako dyrektor generalny) i Sergey Brin (jako prezes).

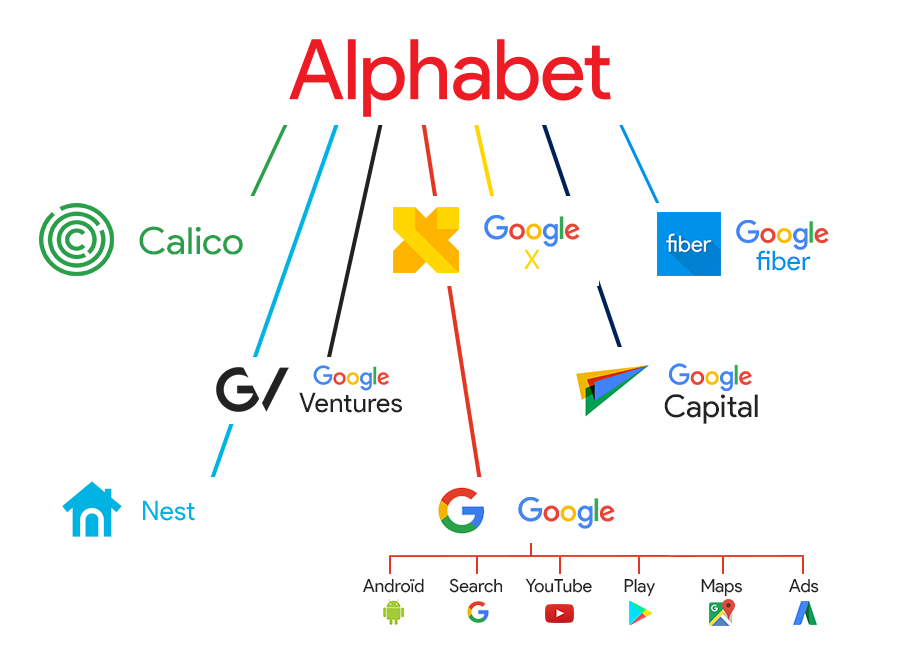
Alphabet

## Działalność
Portfolio konglomeratu obejmuje szeroki zakres gałęzi gospodarki, w tym technologię, nauki biologiczne, inwestycje i badania naukowe. Dyrektorem generalnym Google został mianowany Sundar Pichai, który objął to stanowisko po tym, jak Larry Page został dyrektorem generalnym Alphabet Inc., po zakończeniu restrukturyzacji. Alphabet, jak wcześniej Google, działa pod indeksami giełdowymi GOOG i GOOGL.

### Struktura organizacyjna
Największym przedsiębiorstwem w konglomeracie jest Google, lecz Alphabet jest również spółką matką Calico, Google Ventures, Google Capital, Google X i Nest Labs. Wiele przedsiębiorstw wchodzących wówczas w skład Google zostało przeniesione pod zarząd przedsiębiorstwa Alphabet, lecz najważniejsze produkty i usługi podległe Google, jak system operacyjny Android, YouTube, czy wyszukiwarka Google, pozostały elementami Google Inc. i nie zostały przeniesione do Alphabetu.

### Historia
10 sierpnia 2015 przedsiębiorstwo Google Inc. ogłosiło plany powołania nowej spółki publicznej (holdingu) o nazwie Alphabet Inc. Dyrektor generalny Google, Larry Page, ogłosił to w artykule na oficjalnym blogu przedsiębiorstwa. Spółka Alphabet została powołana przez przejęcie jednostek wówczas zależnych od Google, tym samym redukując zakres działania samego Google. Portfel spółek nowego przedsiębiorstwa składał się z Google, Nest Labs i Calico, jak też z mniejszych przedsiębiorstw, w tym Google X, Google Capital i Google Ventures. Ówczesny szef produktów Google, Sundar Pichai, został po restrukturyzacji dyrektorem generalnym Google – następcą Larry’ego Page’a.
W grudniu 2019 dotychczasowy prezes Sergey Brin oraz dyrektor Larry Page ustąpili ze swych stanowisk, a ich obowiązki przejął Sundar Pichai.

#### Decyzja
Ogłaszając decyzję o powołaniu nowej spółki, Larry Page opisał ją następująco:

Alphabet is mostly a collection of companies. The largest of which, of course, is Google. This newer Google is a bit slimmed down, with the companies that are pretty far afield of our main internet products contained in Alphabet instead. (...) Fundamentally, we believe this allows us more management scale, as we can run things independently that aren’t very related.

Page wyjaśnił również, jakie jest pochodzenie nazwy przedsiębiorstwa:

We liked the name Alphabet because it means a collection of letters that represent language, one of humanity’s most important innovations, and is the core of how we index with Google search! We also like that it means alpha-bet (Alpha is investment return above benchmark), which we strive for!

#### Proces powołania przedsiębiorstwa
Początkiem procesu restrukturyzacji było powołanie przedsiębiorstwa Alphabet Inc. jako spółki podrzędnej w stosunku do Google. Role tych dwóch przedsiębiorstw – właściciela i podmiotu zależnego – zostały odwrócone w dwuetapowym procesie. Najpierw zostało powołane „przedsiębiorstwo atrapa” zależne od Alphabet. Przedsiębiorstwo Google zostało następnie połączone z nowo powołaną atrapą, zamieniając akcje własne na akcje Alphabet. Po połączeniu spółka zależna od Alphabet Inc., niebędąca już atrapą, została przemianowana na „Google Inc.”.  W myśl prawodawstwa stanu Delaware, restrukturyzację przedsiębiorstwa w sposób opisany powyżej można było przeprowadzić bez głosowania udziałowców.

### Domena .xyz
Choć Google jest aktualnie własnością Alphabetu, nie jest jednak właścicielem domeny internetowej alphabet.com, w której posiadaniu jest inne przedsiębiorstwo, zarządca taboru zależny od BMW, również o nazwie Alphabet. Zamiast tego jest właścicielem domeny najwyższego poziomu .xyz. Domenę najwyższego poziomu – .xyz – uruchomiono w roku 2014, zaś stacja HBO stworzyła serwis hooli.xyz dla parodystycznego przedsiębiorstwa technologicznego w serialu Dolina Krzemowa. Serwis Alphabetu, abc.xyz, korzysta z tej samej domeny najwyższego poziomu.